# مارتنس‌هوک
مارتنس‌هوک (به هلندی: Martenshoek) یک روستا در هلند است که در هوخه‌زاند-ساپه‌میر واقع شده‌است.